# 히네리아
히네리아(Hyneria)는 데본기 후기(3억 6000만년 전)에 지금의 북아메리카 지역의 담수에서 서식하던 고대 어류이다. 속명은 화석이 발견된 미국 펜실베이니아 주의 하이너 마을(Hyner)에서 유래했다.

## 발견

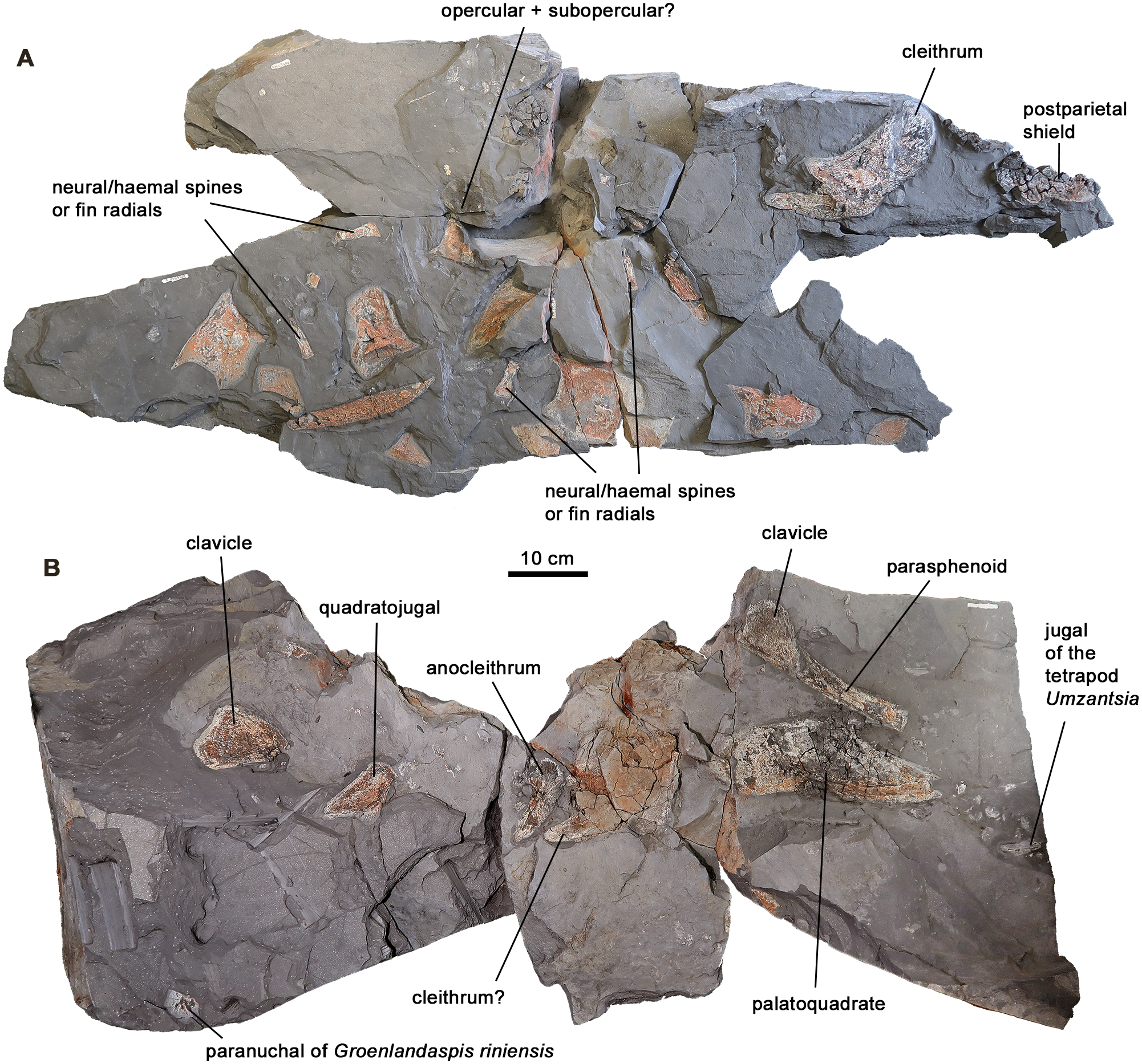
히네리아의 화석

화석은 미국 펜실베니아 주의 두 지역에서 나왔다. 하나는 하이너 마을에서 발견되었고 다른 하나는 펜실베니아 백화점 근처에서 발견되었다. 이 두 화석은 1993년까지 전까지 알려진 히네라아의 유일한 화석이었다.

## 특징

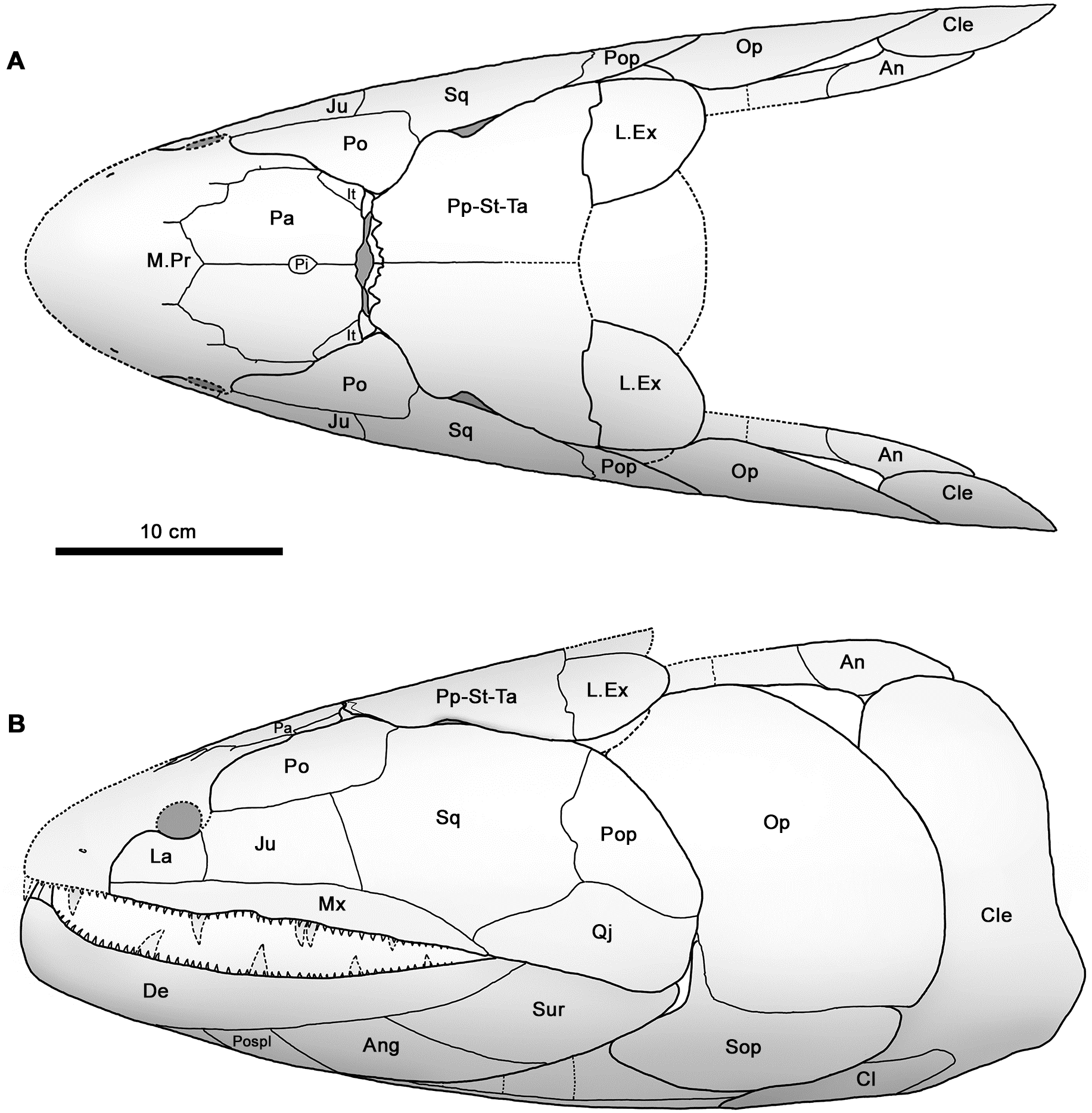
히네리아의 두개골 모식도

히네리아의 몸길이는 약 2.5 ~ 3 미터 (8.2 ~ 9.8 ft)이고, 강력한 턱은 38 센티미터 (15 in)이며, 날카로운 이빨은 5cm 크기이다. 주로 하천의 흐린 물 속에서 각종 장애물의 방해를 받지 않고 먹이를 찾도록 지느러미에 강한 근육들이 붙어있었고, 움직임을 쉽게 파악할 수 있도록 신경이 발달해 있었던 것으로 추정된다.